# 作州武蔵温泉
作州武蔵温泉（さくしゅうむさしおんせん）は、岡山県美作市大町にある温泉である。

## 泉質
- アルカリ性単純温泉（低張性アルカリ性低温泉）
  - 泉温　34℃
- 無色透明。源泉温度が低いため、加温・循環濾過方式にしている。

## 温泉地
中国山地の麓に位置する、「作州武蔵カントリークラブ」を併設した一軒宿「ホテル作州武蔵」の敷地内で湧出している温泉。
日帰り入浴可能。夕食は季節に合わせた食材が提供されている。

## 歴史
- 1993年（平成5年）- 開業。

## アクセス
- 中国自動車道・美作ICより車で8分。
- JR姫新線・林野駅より車で30分。